# Palanut Reposaari
Palanut Reposaari är en ö i Finland. Den ligger i sjön Suvasvesi och i kommunen Kuopio i den ekonomiska regionen  Kuopio ekonomiska region  och landskapet Norra Savolax, i den centrala delen av landet, 300 km nordost om huvudstaden Helsingfors. Öns area är 1,8 hektar och dess största längd är 320 meter i sydöst-nordvästlig riktning.